# Battaglia di Baekgang
La battaglia di Baekgang o battaglia del fiume Paek (Fiume Bianco), nota anche con il nome di battaglia di Baekgang-gu, in giapponese battaglia di Hakusukinoe o anche battaglia di Hakusonkō (白村江の戦い Hakusuki-no-e no Tatakai / Hakusonkō no Tatakai), o ancora, in cinese: battaglia di Baicunjiang (villaggio del Fiume Bianco), fu combattuta 27 agosto 663 tra le forze del regno di Silla e l'alleato impero cinese, retto dalla dinastia Tang, contro l'esercito del regno di Baekje ed i loro alleati giapponesi. Ebbe luogo lungo il corso inferiore del fiume Geum, nell'attuale provincia sudcoreana del Jeolla Settentrionale. Lo scontro si risolse in una vittoria schiacciante per il regno di Silla e per i suoi alleati, determinando la caduta definitiva del regno di Baekje e la fine delle mire espansionistiche giapponesi sul suolo coreano.

## Antefatti

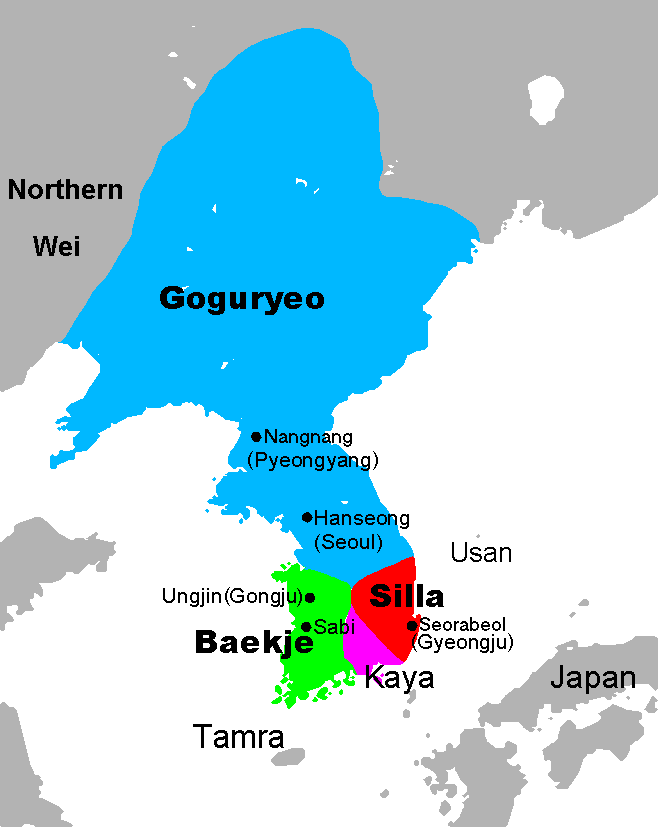
I tre regni della Corea alla fine del V secolo

Nel 660 la penisola coreana era suddivisa in tre regni, Baekje (Paekche), Silla e Goguryeo (Koguryŏ). Per decenni questi regni si erano scontrati tra loro per ottenere la supremazia sul territorio coreano, il regno di Goguryeo aveva dovuto inoltre fronteggiare la minaccia proveniente dalla Cina, retta dalla dinastia Sui prima e da quella Tang poi. La conflittualità tra i tre regni coreani era contrassegnata anche da periodi di reciproche alleanze e cambiamenti repentini di fronte.
Attorno al 620, il regno di Silla aveva stretto rapporti diplomatici e alleanza militare con la Cina, ai tempi in cui la dinastia Tang si era insediata sul trono imperiale. I cinesi avevano cercato con insistenza di conquistare il territorio del regno di Goguryeo, senza successo; tutti gli assalti provenivano dal confine settentrionale e fu per questo che l'alleanza con Silla poteva essere funzionale per un attacco combinato da nord e da sud. Per ottenere un successo completo, tuttavia, i due regni alleati avrebbero dovuto preventivamente destabilizzare il regno di Baekje, allora alleato con Goguryeo.
La strategia si rivelò vincente, e portò alla conquista della capitale di Baekje, Sabi, e alla cattura di Uija, l'ultimo sovrano di Baekje, insieme a gran parte della famiglia reale. La conquista territoriale ottenuta si rivelò difficile da mantenere a causa di una catena di insurrezioni popolari, soprattutto nelle regioni settentrionali del paese. Questi movimenti spontanei di resistenza incoraggiarono il generale di Baekje Gwisil Boksin a tentare la riconquista del regno, e richiamò dal Giappone il principe ereditario Buyeo Pung, rifugiatosi presso la corte dei sovrani di Yamato, i quali offrirono la loro alleanza militare.
Dopo aver proclamato il principe Buyeo Pung nuovo e legittimo sovrano di Baekje, il generale Boksin passò all'offensiva che, nonostante gli iniziali successi, riuscì solo parzialmente, ottenendo la riconquista della fortezza di Churyu, nel sud del paese, e del territorio circostante. La situazione con il trascorrere del tempo si fece sempre più critica, al punto tale da costringere il principe Buyeo Pung a far assassinare lo stesso generale Boksin per paura di una insurrezione interna.
I regnanti di Baekje e quelli di Yamato avevano stretto una alleanza militare ma avevano creato anche dei legami di sangue tra le due dinastie. Il crollo del regno di Baekje, nel 660, fu un duro colpo anche per la dinastia Yamato. L'imperatrice giapponese Kōgyoku rimase impressionata da questo evento, e in risposta all'attacco di Silla, il reggente al trono giapponese, il principe Naka no Ōe, inviò una spedizione navale a sostegno degli alleati, comandata dal governatore Abe no Hirafu.
Per meglio sovrintendere alle manovre della flotta, la stessa imperatrice si trasferì con tutta la corte nella nuova capitale di Asakura, una località posta sullo stretto di Tsushima, nell'isola di Kyūshū, e compose appositamente una poesia in stile Waka per salutare la partenza della flotta. La sovrana morì poco dopo che l'ultimo scaglione di truppe era salpato verso gli alleati coreani.
Nell'agosto del 661, 170 navi giapponesi con a bordo circa 5 000 soldati giunsero nel territorio ancora controllato dai rivoltosi Baekje. All'inizio del 662 le forze di Yamato ricevettero i rinforzi, 27 000 uomini al comando di Kamitsukeno no Kimi Wakako (上毛野君稚子) e 10,000 guidati da Iohara no Kimi (廬原君).

## La battaglia
Nel 663, le forze terrestri di Baekje e la flotta giapponese cercarono di rompere l'assedio a cui le truppe di Silla avevano sottoposto la fortezza di Churyu. Mentre le truppe di Yamato erano pronte allo sbarco, arrivarono i rinforzi cinesi, alleati di Silla, con 7 000 uomini a bordo di 170 navi. Il 27 agosto del 663, l'avanguardia della flotta giapponese cercò di rompere il blocco delle navi cinesi, che si erano insediate alla foce del fiume che bagna la città, nel posto migliore per lo sbarco, e che riuscirono a respingere l'attacco.
Nel secondo giorno di battaglia, arrivarono le navi giapponesi di rinforzo le quali, unite a quelle già dispiegate in precedenza, formarono uno schieramento nettamente superiore a quello della flotta cinese, che però aveva dalla sua parte il vantaggio di essere protetta dalla terraferma.
Forti della superiorità numerica, i giapponesi sferrarono tre diversi attacchi che si rivelarono infruttuosi, provocarono la perdita di diverse delle loro navi e scalfirono le loro sicurezze. Quando i cinesi si resero conto dello sbandamento in cui si trovava la flotta nipponica, partirono al contrattacco con tutte le forze di cui disponevano e, dividendosi in due tronconi, chiusero le vie di fuga laterali alla flotta nemica ostacolandone la ritirata.
Molti marinai giapponesi si gettarono a mare, molte delle loro navi furono affondate ed il loro comandante, il generale Echi no Takutsu, morì nel combattimento.
Tutte le fonti – coreane, cinesi e giapponesi – concordano nello stimare gravissime perdite da parte della flotta di Yamato. Secondo gli annali giapponesi Nihongi, andarono perse 400 navi. Secondo le fonti cinesi, furono 10 000 i marinai giapponesi che trovarono la morte in battaglia.
La cavalleria di Silla aveva intanto sconfitto le truppe di Baekje mentre queste tentavano di aiutare la flotta giapponese dalle rive del fiume. Non è riferito se questo evento sia accaduto prima dei tre attacchi giapponesi alla flotta cinese.
La fortezza di Churyu, senza l'appoggio alleato, resistette alcuni giorni prima di capitolare il 7 settembre del 663. Buyeo Pung riuscì a scappare via mare con diversi sudditi, e si rifugiò a Goguryeo.

## Conseguenze
La battaglia di Baekgang rappresenta la più grande disfatta della storia antica giapponese. Non si sarebbero verificati tentativi di occupare la penisola coreana fino alle invasioni della fine del XVI secolo. Il Giappone perse inoltre Baekje, che era sia un alleato chiave nel suo scacchiere politico dei rapporti internazionali, sia il collegamento ideale per l'importazione di novità culturali e tecnologiche.
Data l'enorme proporzione della sconfitta, e nel timore di invasioni da parte della Cina e di Silla sul proprio territorio, negli anni seguenti il Giappone eseguì grandi opere di fortificazioni ed aumentò la guardia di sorveglianza lungo le coste.
La battaglia pose fine alla storia del regno di Baekje, la cui fondazione risaliva al 18 a.C., molti dei suoi sudditi preferirono emigrare nel regno di Goguryeo e in Giappone. I membri della famiglia reale che si rifugiarono in Giappone ottennero il riconoscimento dei loro titoli e del loro rango, mentre ai loro sudditi venne riconosciuto uno status di artigiani specializzati ed il diritto di cittadinanza.
La vittoria assicurò ai cinesi il controllo dei territori di Baekje ed una base per un attacco al regno di Goguryeo, loro tradizionale nemico. Con l'aiuto delle truppe di Silla sarebbero riusciti in questo intento nel 668, quando cadde la capitale di Goguryeo, Pyongyang. Nello stesso anno i Tang avrebbero istituito il Protettorato per la pacificazione dell'oriente, un'istituzione per mezzo della quale tentarono invano di garantirsi il controllo dell'intera penisola coreana.
Silla approfittò della vittoria per spartirsi con i cinesi il territorio di Baekje e, nel 668, quello di Goguryeo. Quando si resero conto che le mire espansionistiche dei cinesi puntavano ad unificare l'intero territorio coreano sotto il controllo dei Tang, cacciarono le truppe imperiali che si dovettero accontentare solo di alcuni territori a nord, che avrebbero formato, dopo qualche decennio, il regno di Balhae. A seguito di tali eventi il regno di Silla unificò sotto il proprio controllo l'intera penisola coreana.
Gli esiti della battaglia di Baekgang avevano evidenziato la superiorità del potenziale da guerra cinese su quello dei giapponesi, i cui capi militari avevano dimostrato profondi limiti a livello strategico.